# Atari Games
Atari Games (позднее — Midway Games West) — американская компания по производству аркадных автоматов и компьютерных игр к ним. Первоначально являлась подразделением холдинга Atari, Inc., которое в 1984 году было выделено в независимую компанию.

## История
После кризиса видеоигровой индустрии 1983 года Atari, Inc. стала убыточной компанией для её владельца — Warner Communications потерявшего за 1983 год около 500 млн долларов, и только подразделение Atari Coin, занимавшееся производством аркадных автоматов, по-прежнему приносило прибыль. В 1984 году Time Warner распродала активы Atari, Inc., включая подразделение Atari Consumer, занимавшееся разработкой домашних игровых консолей и игр к ним (эта часть корпорации, доставшаяся Джеку Трэмиелу, была переименована им в Atari Corporation и сосредоточилась на выпуске домашних компьютеров), однако прибыльное подразделение Atari Coin было оставлено и выделено в отдельную компанию Atari Games. По соглашению между Трэмиелом и Warner Communications, Atari Games должна была использовать только своё полное имя и не могла использовать брэнд Atari в будущих разработках игр для домашних консолей и компьютеров. Atari Games сохранила большую часть своих активов, включая весь персонал и находящиеся на тот момент в разработке проекты.
В 1985 году контрольный пакет Atari Games был продан японской корпорации Namco, но 1987 году, в связи с потерей к интереса к американскому рынку, Namco продает свою долю — отчасти обратно Warner и отчасти группе сотрудников Atari Games.
После смены владельца Atari Games продолжила выпускать аркадные автоматы, а также попыталась выйти на рынок игр для NES под названием Tengen с потенциальным хитом Tetris: The Soviet Mind Game. Nintendo, имея свой проект по выпуску советской игры, подало на Tengen в суд за нарушение авторских прав и обход системы защиты консоли, предотвращавшей запуск неавторизованных Nintendo игр. В итоге судебная тяжба завершилась победой Nintendo в 1994 году, по которой Atari Games была вынуждена выплатить Nintendo компенсацию за упущенную выгоду и нарушение ряда патентов.
В 1989 году Warner Communications объединилась с Time Inc., образовав Time Warner. В 1993 году новая материнская компания выкупает контрольный пакет Atari Games и делает её дочерней компанией Time Warner Interactive. В середине 1994 года Atari Games, Tengen и Time Warner Interactive Group были объединены в Time Warner Interactive. В апреле 1996 года Atari Games была продана WMS Industries (владельцам Williams и Bally/Midway).
В 1998 году Hasbro Interactive приобрела активы разорившейся Atari Corporation и использовала имя Atari для своих проектов. Чтобы не допустить путаницы, текущий владелец Atari Games, Midway Games, переименовал компанию в Midway Games West в 1999 году. После того, как Midway покинула рынок аркадных автоматов, Atari Games сконцентрировала свои проекты для домашних консолей. В 2003 году, ввиду неудовлетворительных продаж игр студии, Midway закрывает подразделение, что означало конец существования Atari Games как студии-разработчика, однако Midway Games West продолжило своё существование в качестве холдинга, владевшего правами на интеллектуальную собственность Atari Games. В июле 2009 года вся интеллектуальная собственность Midway была продана Warner Bros. Entertainment, назад к своему изначальному владельцу.

## Разработанные игры
- 720°
- APB
- Area 51
- Area 51: Site 4
- Badlands
- Batman
- Blasteroids
- California Speed
- Championship Sprint
- COPS
- Cyberball
- Cyberball 2072
- Escape from the Planet of the Robot Monsters
- Gauntlet
- Gauntlet II
- Gauntlet Legends
- Guardians of the 'Hood
- Hard Drivin'
- Hydra
- Indiana Jones and the Temple of Doom
- Klax
- Marble Madness
- Maximum Force
- Moto Frenzy
- Off the Wall
- Paperboy
- Peter Pack Rat
- Pit-Fighter
- Primal Rage
- Qwak!
- Atari R.B.I. Baseball
- Race Drivin'
- Radikal Bikers
- Rampart
- Relief Pitcher
- RoadBlasters
- Road Burners
- Road Riot 4WD
- Road Runner
- S.T.U.N. Runner
- San Francisco Rush: Extreme Racing
- San Francisco Rush: The Rock
- San Francisco Rush 2049
- Shuuz
- Skull & Crossbones
- Space Lords
- Star Wars: The Empire Strikes Back
- Steel Talons
- Super Sprint
- T-Mek
- Tetris
- ThunderJaws
- Toobin'
- Tournament Cyberball 2072
- Vapor TRX
- Vindicators
- Vindicators Part II
- War Final Assault
- Wayne Gretzky's 3D Hockey
- Xybots